# ウィリアム・ナスト
ウィリアム・ナスト（William Nast、1807年6月15日 - 1899年5月16日）は、ドイツ出身のアメリカ合衆国の聖職者・編集者である。アメリカでドイツ・メソジスト教会を設立した。雑誌発行者コンデ・ナストの祖父である。

## 生涯
ドイツ・ヴュルテンベルク王国の首都シュツットガルトで1807年6月15日に生まれた。出生時の名前はヴィルヘルム・ナスト(Wilhelm Nast)だった。
聖職者になることを目指してテュービンゲン大学に入学したが、文学に転向し、卒業後は出版社に入社した。1828年に渡米した。アメリカでは、陸軍士官学校（ウェストポイント）の教師になり、その後、オハイオ州のケニオン大学の教授に就任した。
1835年にメソジスト監督教会に入信し、説教者の資格を得た。1837年の教会の会議において、オハイオ州シンシナティにドイツ出身者のための説教所を設立するよう命じられた。ナストがシンシナティで設立したドイツ・メソジスト教会は、その後20年の間にアメリカのほぼ全ての州、およびドイツ、ノルウェー、スウェーデンに教会が設置された。
ナストは、ジャーマン・ウォレス大学（後のボールドウィン・ウォレス大学）の初代学長を務めた。
1899年5月16日にシンシナティで死去した。

## 出版
1859年よりメソジスト教会のドイツ語出版物を編集し、1840年より同教会の機関紙"Christian Apologist"の編集を担当した。また、多くの宗教作品をドイツ語に翻訳し、"Christological Meditations"（キリスト論的黙想、1858年）、ドイツ語による新約聖書の解説書（1860年）、"Gospel Records"（福音書、1866年）、"Christologische Betrachtungen"（キリスト論の考察、1866年）、"Das Christenthum und seine Gegensätze"（キリスト教とその反対派、1883年）などを著した。

## 家族
息子のウィリアム・F・ナストは外交官・発明家であり、ベルリンの米国大使館に駐在した。その息子が雑誌出版者のコンデ・ナスト（コンデ・モントローズ・ナスト）である。
娘のフランゼスカ（ファニー）・ウィルヘルミナ・ナストは、プロクター・アンド・ギャンブル(P&G)の共同設立者ジェームス・ギャンブルの孫のウィリアム・ギャンブルと結婚した。ウィリアム・ギャンブルはシンシナティにおけるメソジストの最大の支持者であり、ナストがシンシナティにメソジスト教会を建設する際に寄付を行った。